# Єрґ Шпенґлер
Єрґ Шпенґлер (нім. Jörg Spengler, 23 грудня 1938 — 26 листопада 2013) — німецький яхтсмен.
Бронзовий призер Олімпійських Ігор 1976 року в класі Торнадо.